# История на Япония
Историята на Япония обхваща историята на японските острови и японския народ, простираща се от древността до съвременната история на страната като национална държава. Първото известно писмено споменаване на Япония е кратка информация в хрониката Двадесет и четири истории – колекция от китайски исторически текстове от 1 век. Макар някои изследователи да причисляват японската цивилизация към китайската, по-голямата част от историците я отделят като отделна цивилизация (според историка Самюъл Хънтингтън, тя е една от основните цивилизации, съществуващи и до днес и е цивилизация, която е и държава), развила се от китайската между 100 г. и 400 г.
Развитието на японската цивилизация протича по специфичен и изолиран начин, обусловен от географските особености и откъснатост на страната – най-близката до Азия точка на архипелага е на 190 км отвъд морето, а самият архипелаг се състои от верига от острови (над 1000 на брой) и се простира на 3200 km, като пресича няколко климатични пояса. Голяма част от четирите главни острова – Хокайдо, Хоншу, Шикоку и Кюшу, както и на повечето от останалите, е покрита с планини. Теренът е толкова скалист, че само 16% от земята може да се обработва. По тази причина, по естествен начин, японците се струпват и заселват в малкото равнини по крайбрежието, където реките са отложили наносни почви. Впоследствие тези плодородни райони стават гъсто населени центрове на политическа и религиозна власт и икономическа активност, често обаче опустошавани от природни бедствия с многобройни човешки жертви.
По-късно в историята на страната, периодите на съзнателна самоизолация (политиката Сакоку) се редуват с периоди на активни взаимоотношения с външния свят.

## Периодизация
От края на 19 век, в Япония е прието историята на страната да се разделя на следните времеви периоди (джидай):
| Дати                                  | Период            | Период   | Подпериод              | Форма на управление |
| ------------------------------------- | ----------------- | -------- | ---------------------- | ------------------- |
| 40 000 г. пр.н.е. – 13 000 г. пр.н.е. | Палеолит          | Палеолит | Палеолит               |                     |
| 13 000 г. пр.н.е. – 3 век пр.н.е.     | Древна Япония     | Джомон   | Джомон                 |                     |
| 3 век пр.н.е. – 3 век                 | Древна Япония     | Яйои     | Яйои                   |                     |
| 4 век – 6 век                         | Древна Япония     | Ямато    | Кофун                  |                     |
| 593 – 710 г.                          | Древна Япония     | Ямато    | Асука                  |                     |
| 710 – 794 г.                          | Древна Япония     | Нара     | Нара                   |                     |
| 794 – 1185 г.                         | Древна Япония     | Хеян     | Хеян                   |                     |
| 1185 – 1333 г.                        | Феодална Япония   | Камакура | Камакура               | Шогунат Камакура    |
| 1333 – 1392 г.                        | Феодална Япония   | Муромачи | Нанбоку-чо             | Шогунат Муромачи    |
| 1392 – 1568 г.                        | Феодална Япония   | Муромачи | Сенгоку                | Шогунат Муромачи    |
| 1568 – 1600 г.                        | Феодална Япония   | Муромачи | Сенгоку                | Адзучи-Момояма      |
| 1600 – 1868 г.                        | Феодална Япония   | Едо      | Едо                    | Шогунат Токугава    |
| 1868 – 1912 г.                        | Съвременна Япония | Мейджи   | Мейджи                 | Японска империя     |
| 1912 – 1926 г.                        | Съвременна Япония | Тайшо    | Тайшо                  | Японска империя     |
| 1926 – 1945 г.                        | Съвременна Япония | Шова     |                        | Японска империя     |
| 1945 – 1952 г.                        | Съвременна Япония | Шова     | Окупация на Япония     | Японска империя     |
| 1952 – 1989 г.                        | Съвременна Япония | Шова     | Следокупационен период |                     |
| 1989 – 2019 г.                        | Съвременна Япония | Хейсей   | Хейсей                 |                     |
| от 2019 г.                            | Съвременна Япония | Рейва    | Рейва                  |                     |

Периодите са назовавани по името на имперската столица – Асука, Нара, Хейан-кьо (дн. Киото) за периода Хейан, след това по името на столицата на шогуните: Камакура, Муромачи (квартал на Киото), Едо (днес Токио). Императорите в японската периодизация се посочват с посмъртното си име (сонго), следвана от титлата тенно (букв. „господар на небето“). Системата на годините ненго важи в Япония до приемането на западния календар през 1873 г.

## Палеолит
Съществуват доказателства, които предполагат, че на японските острови се заселват хора още по времето на късния палеолит. След последния ледников период, около 12 000 г. пр.н.е., японският архипелаг се отделя от континенталната част на Азия, като богатата му екосистема насърчава развитието на човека.
Най-ранните известни керамични находки принадлежат на културата Джомон, която продължава до 3 век пр.н.е.